# Neoempheria nepticula
Neoempheria nepticula är en tvåvingeart som först beskrevs av Friedrich Hermann Loew 1870.  Neoempheria nepticula ingår i släktet Neoempheria och familjen svampmyggor. Inga underarter finns listade i Catalogue of Life.